# 人间世 (林语堂)
《人间世》是林语堂于1934年4月初创办并主编的半月刊，由良友图书印刷有限公司出版兼发行，至1935年年底停刊，共出了42期。
林语堂的《人间世》的办刊宗旨是提倡小品文，侧重登载小品作品，力求把《人间世》办成既“不谈政治”，也不“吟弄花草”，但与社会人生有关的小品文刊物。
为了提倡小品文，林语堂在《人间世》先后撰写了多篇文章，畅谈小品文的有关特性，可概括如下：
- 小品文的题材广泛，“宇宙之大，苍蝇之微，皆可取材”。
- 小品文应着重表现作者的主观感受，并要有舒缓自如的笔调，所谓“以自我为中心，以闲话为格调”。
- 小品文应具有积极的思想内容和健康的情趣，“以期开卷有益，掩卷有味”。
- 提倡小品文笔调，要求有“娓语式笔调”，“闲适笔调”，即随意而谈，自然亲切。